# Decorah
Decorah è una città e capoluogo della contea di Winneshiek, Iowa, Stati Uniti. La popolazione era di 8 127 abitanti al censimento del 2010. Decorah si trova all'incrocio tra la State Highway 9 e la U.S. Route 52, ed è la più grande comunità della contea di Winneshiek.

## Geografia fisica
Secondo l'Ufficio del censimento degli Stati Uniti, ha una superficie totale di 7,04 mi² (18,23 km²).

## Storia
Decorah era il sito di un villaggio degli Ho-Chunk intorno al 1840. Alcuni Ho-Chunk si erano stabiliti lungo il fiume Upper Iowa quell'anno quando l'esercito statunitense li costrinse a trasferirsi dal Wisconsin. Nel 1848, il governo statunitense cacciò di nuovo gli Ho-Chunks in una nuova riserva nel Minnesota, permettendo così ai bianchi la colonizzazione dei villaggi dell'Iowa.
I primi euroamericani a stabilirsi furono la famiglia Day proveniente dalla contea di Tazewell, in Virginia. Secondo il ministro congregazionalista locale, il reverendo Ephraim Adams, i Day arrivarono nel giugno 1849 con le "tende degli Ho-Chunks ancora in piedi - con le tombe dei morti sparse dove ora corrono le nostre strade e sorgono le nostre dimore". Il giudice Eliphalet Price suggerì che i Day chiamassero il loro nuovo insediamento Decorah in onore del leader degli Ho-Chunk Waukon Decorah, che era un alleato degli Stati Uniti durante la guerra di Falco Nero del 1832.
Durante gli anni 1850 e 1860, Decorah crebbe rapidamente quando i coloni costruirono dighe e mulini per sfruttare l'energia idrica del Dunning's Spring e altri corsi d'acqua locali. Nel 1851, la città divenne il capoluogo della contea di Winneshiek. Decorah divenne anche la sede di un General Land Office dal 1855 al 1856, rendendola una destinazione per gli immigrati in cerca di brevetti fondiari nel nord dell'Iowa. La Milwaukee and St. Paul Railroad aprì una filiale a Decorah nel 1869.
Decorah è diventata un centro per la cultura norvegese-americana originata da un numero elevato di insediamenti norvegesi a partire dagli anni 1850. Dal 1861 è sede del Luther College, un istituto di arti liberali affiliato alla Chiesa evangelica luterana in America. Ogni anno a luglio, Decorah ospita anche il Nordic Fest, una celebrazione con balli, cibo e musica della cultura norvegese. Decorah è anche la sede del Vesterheim Norwegian-American Museum, il più grande museo del paese dedicato a un singolo gruppo di immigrati. Fino al 1972, uno dei più grandi giornali in lingua norvegese della nazione veniva pubblicato a Decorah, il Decorah Posten.

## Società

### Evoluzione demografica
Secondo il censimento del 2010, la popolazione era di 8 127 abitanti.